# Cádiz
Cádiz là thành phố và hải cảng tỉnh Cádiz, tây nam Tây Ban Nha.
Với 120 468 dân vào năm 2015, đây là thành phố đông dân nhất ở vịnh Cadiz và đông thứ nhì tỉnh này sau Jerez de la Frontera.
Nằm ở phía nam của bán đảo Iberia ở góc tây nam của châu Âu lục địa, cùng với các đô thị Chiclana, El Puerto de Santa María, Jerez, Puerto Real, Rota và San Fernando gọi là Hiệp hội các đô thị vịnh Cadiz. 
Nền kinh tế dựa chủ yếu trong lĩnh vực thương mại do sự hiện diện của nhà máy đóng tàu và các hoạt động của khu vực cảng và khu vực Franca. Nền kinh tế còn dựa vào lĩnh vực khác là du lịch, nhờ những bãi biển, lễ hội địa phương và di tích lịch sử quan trọng nó có.
Cadiz được biết đến với lịch sử lâu dài và ảnh hưởng của nó, nó là thành phố lâu đời nhất ở Tây Âu và với di vật khảo cổ có niên đại từ 3.100 năm, không chỉ tại Tây Ban Nha mà còn có tầm quan trọng trong quá trình như các cuộc chiến tranh Punic.

## Dân số
| 1999    | 2000    | 2001    | 2002    | 2003    | 2004    | 2005    |
| ------- | ------- | ------- | ------- | ------- | ------- | ------- |
| 142,449 | 140,061 | 137,971 | 136,236 | 134,989 | 133,242 | 131,813 |

Source: INE (Tây Ban Nha)

## Thành phố kết nghĩa
Các thành phố kết nghĩa với Cádiz là:
- Baltimore, Maryland, Mỹ
- Brest (Pháp)
- Buenos Aires (Argentina)
- Cartagena de Indias (Colombia)
- Ceuta (Tây Ban Nha)
- Huelva (Tây Ban Nha)
- La Coruña (Tây Ban Nha)
- La Habana (Cuba)
- Medway, Vương quốc Anh
- Montevideo (Uruguay)
- Móstoles (Tây Ban Nha)
- Rochester, New York, Mỹ
- Tangier (Maroc)
- Torrevieja (Tây Ban Nha)
- San Juan, (Puerto Rico)
- Villa Cisneros hay ad-Dajla (الداخلة), (Tây Sahara)